# Aquarius remigoides
Aquarius remigoides är en insektsart som beskrevs av Gallant och Fairbairn 1996. Aquarius remigoides ingår i släktet Aquarius och familjen skräddare. Inga underarter finns listade i Catalogue of Life.